# Jan Šimek (básník)
Jan Šimek (30. května 1971, Praha, Československo – 7. června 2014, tamtéž) byl český básník. Absolvoval grafickou průmyslovou školu, později vystudoval religionistiku, filosofii a teologii na Husitské teologické fakultě Univerzity Karlovy. V 80. letech jej utvářelo prostředí punkové kultury a undergroundu. Působil také jako skladatel, textař a kytarista v různých hudebních skupinách.
Jeho dlouhodobý zájem o duchovní a hermetické vědy se odráží i v jeho psaní. Své básně i kratší prózy publikoval v řadě literárních sborníků např. Kroky ze tmy, Cesty Šírání, Kdo kam došel, to tam našel, Den je požár noci a další.

## Dílo
- Napospas, 2002 – sbírka básní
- Do exitu netvora, 2011 – sbírka básní, Elektronická verze, 2012 – autor Jan Šimek, 98 stran. Do exitu netvora je sbírkou autorových básní z let 2002–2010. Detaily knihy: Autor: Jan Šimek. Rok vydání: 2012. ISBN 978-80-87669-00-6
- Prázdná sláma, 2013 – sbírka básní